# Parque nacional de Lum Nam Khong
El Parque nacional de Lum Nam Khong  (en tailandés: อุทยานแห่งชาติสาละวิน), anteriormente conocido como parque nacional de Salawin, se encuentra en los distritos de Mae Sariang y Sop Moei, en la provincia de Mae Hong Son, al norte de Tailandia, al lado de su frontera con Birmania. Gran parte de la parte tailandesa del río Salween,  se incluye en los 721,52 kilómetros cuadrados (278,58 millas cuadradas) del parque. Fue declarado parque nacional en 1994.
El terreno incluye la zona montañosa boscosa de la Cordillera de Dawna y un río rocoso. Las zonas pobladas dentro del parque incluyen la aldea de Karen de Ta Tar Fan,  y el pueblo junto al río de Mae Sam Laep. Ofrece un paisaje espectacular y atracciones recreativas. La mayor elevación alcanza los 1.027 m s. n. m. En esta cordillera montañosa nacen los principales afluentes de Mae Nam Yuam, Mae Nam Salawin, Mae Nam Kong Kha, Mae Nam Mae Ngae y Mae Nam Han.
El segundo árbol más grande de teca de Tailandia se encuentra en el parque. Además incluye la flora asiática como la secoya y madera de cerezo. En 1997, un escándalo por la tala ilegal, con la participación de la silvicultura y funcionarios militares, fue descubierto en el parque.